# Bill Wurtz
Bill Wurtz (cách điệu là bill wurtz) là một người sáng tạo video trực tuyến và đa nhạc cụ, được cho là đang cư trú tại Thành phố New York.
Tính đến tháng 3 năm 2024, kênh YouTube bill wurtz đang có hơn 5.4 triệu lượt đăng ký với hơn 743.7 triệu lượt xem.

## Các video nổi bật

### history of japan
Video history of japan đã được ra vào ngày 2 tháng 2 năm 2016. Tính đến tháng 3 năm 2024, video có 80 triệu lượt xem với hơn 1 triệu lượt thích.

### history of entire world, i guess
Video history of entire world, i guess đã được ra vào ngày 10 tháng 5 năm 2017. Đây là video dài nhất của Bill Wurtz. Tính đến tháng 3 năm 2024, video có 165 triệu lượt xem với hơn 2.1 triệu lượt thích.

### hi, i'm steve
Video hi, i'm steve đã được ra vào ngày 6 tháng 7 năm 2017. Tính đến tháng 3 năm 2024, video có hơn 17 triệu lượt xem với hơn 363.8 nghìn lượt thích.